# Zimbabwský zlatý
Zimbabwský zlatý (anglicky Zimbabwe Gold, také Zimbabwean ZiG) je oficiální měnovou jednotkou Zimbabwe od 8. dubna 2024. Je podložen pevnými aktivy v hodnotě 575 milionů amerických dolarů složenými z cizích měn, zlata a dalších drahých kovů. Jako oficiální měna nahradil zimbabwský dolar, který trpěl rychlým znehodnocováním.
Ačkoli se používají dílčí denominace, zlatý se formálně dále nedělí. Centy jsou používány zimbabwskou burzou cenných papírů, přičemž každý označuje 1⁄100 zlatého. Kromě zlatého jsou zákonným platidlem také cizí měny.

## Historie

### Okolnosti
Zimbabwský dolar (ZWL) trpěl rychlým znehodnocováním, přičemž oficiální směnný kurz ztratil během obchodování na mezibankovním trhu asi 32 % hodnoty, z 22 950 na 33 903 za americký dolar, zatímco paralelní tržní kurz dosáhl 40 000 za americký dolar. V Zimbabwe se od roku 2009 používá vícero měn, a to následkem hyperinflace zimbabwského dolaru. Roční inflace v Zimbabwe dosáhla v březnu 2024 55,3 %. V dubnu 2024 bylo 80 % všech transakcí v Zimbabwe provedeno v amerických dolarech.

### Zavedení
Měna ZWG byla zavedena 5. dubna 2024, přičemž název převzala od digitálních tokenů ZiG, které jsou nyní dostupné jako GBDT. Informaci o zavedení zlatého zveřejnila Zimbabwská rezervní banka o víkendu z 6. dubna na 7. dubna 2024. Od roku 2008 šlo již o šestý pokus Zimbabwe vytvořit novou měnu, která by ji učinila nezávislou na americkém dolaru. Vláda a centrální banka očekávaly, že používání zlatého bude v zemi postupně narůstat.
Převod na ZWG byl založen na ceně zlata a swapové sazbě. V tiskové zprávě ze dne 6. dubna 2024 Zimbabwská rezervní banka oznámila, že ZWL bude převeden na ZWG ve směnném kurzu 2 498,7242 ZWL za jeden ZWG. Obyvatelé Zimbabwe dostali 21 dní na to, aby své peníze vyměnili.
ZWG se začal obchodovat 8. dubna 2024 se směnným kurzem 13,56 ZWG za americký dolar a následně se mohl směňovat bez omezení.
Všechny banky a finanční instituce dostaly pokyn převést všechny zůstatky, závazky a účty ZWL na novou měnu ZWG. Společnosti jsou povinny platit polovinu svých čtvrtletních daní ve zlatých.

### Vývoj
Ekonomika se po zavedení nové měny relativně stabilizovala a do poloviny srpna 2024 byla meziměsíční inflace v průměru -0,82 %. Od druhé poloviny srpna však narostly inflační tlaky a srpnová měsíční inflace dosáhla 1,4 % a zářijová 5,8 %. Z toho důvodu navýšila koncem září 2024 Zimbabwská rezervní banka základní úrokovou sazbu z 20 % na 35 %, u vkladů zvýšila povinné minimální rezervy a omezila množství deviz možných vyvézt ze země. V důsledku těchto opatření klesl směnný kurz zlatého na 23,7804 ZWG za americký dolar.

## Oběživo

### Bankovky
Bylo oznámeno, že bankovky zimbabwského zlatého budou mít osm nominálních hodnot: 1, 2, 5, 10, 20, 50, 100 a 200 ZWG; později se však upřesnilo, že nominální hodnoty 1, 2 a 5 ZWG budou místo toho vydány jako mince. Začaly obíhat 30. dubna 2024.
Bankovky jsou vyrobeny z bavlněného papíru, mají jako vodoznak zimbabwského ptáka ze státního znaku a všechny jsou stejně velké – měří 155 × 65 mm.
31. května 2024 oznámil guvernér John Mushayavanhu, že Zimbabwská rezervní banka nezavede bankovky nominálu 50 a 200 zlatých, protože se obává, že by bankovky vyššího nominálu podpořily inflaci. Bankovky byly vytištěny a distribuovány. „Zavedli jsme většinu hotovostních nominálních hodnot, o kterých jsme řekli, že do nich půjdeme. Bankovky jsou denominovány pouze v hodnotách 10 a 20 zlatých; nižší nominální hodnoty budou mince. O osudu bankovky 100 zlatých nepadlo ani slovo.
| Hodnota     | Rozměry     | Hlavní barva | Hlavní barva       | Líc                   | Rub                          | Vodoznak                     | Datum | Datum           | Ref.   |
| Hodnota     | Rozměry     | Hlavní barva | Hlavní barva       | Líc                   | Rub                          | Vodoznak                     | tisk  | vydání          | Ref.   |
| ----------- | ----------- | ------------ | ------------------ | --------------------- | ---------------------------- | ---------------------------- | ----- | --------------- | ------ |
| 1 zlatý     | 155 × 65 mm |              | modrá              | kývavé skály a stromy | odlévání zlata nad 12 slitky | zimbabwský pták a text "RBZ" | 2024  | nevydáno        | [ 22 ] |
| 2 zlaté     | 155 × 65 mm |              | zelená             | kývavé skály a stromy | odlévání zlata nad 12 slitky | zimbabwský pták a text "RBZ" | 2024  | nevydáno        | [ 22 ] |
| 5 zlatých   | 155 × 65 mm |              | růžová             | kývavé skály a stromy | odlévání zlata nad 12 slitky | zimbabwský pták a text "RBZ" | 2024  | nevydáno        | [ 22 ] |
| 10 zlatých  | 155 × 65 mm |              | námořnická modrá   | kývavé skály a stromy | odlévání zlata nad 12 slitky | zimbabwský pták a text "RBZ" | 2024  | 30. dubna 2024  | [ 22 ] |
| 20 zlatých  | 155 × 65 mm |              | broskvová a zelená | kývavé skály a stromy | odlévání zlata nad 12 slitky | zimbabwský pták a text "RBZ" | 2024  | 13. května 2024 | [ 22 ] |
| 50 zlatých  | 155 × 65 mm |              | hnědá              | kývavé skály a stromy | odlévání zlata nad 12 slitky | zimbabwský pták a text "RBZ" | 2024  | bude oznámeno   | [ 22 ] |
| 100 zlatých | 155 × 65 mm |              | olivově zelená     | kývavé skály a stromy | odlévání zlata nad 12 slitky | zimbabwský pták a text "RBZ" | 2024  | bude oznámeno   | [ 22 ] |
| 200 zlatých | 155 × 65 mm |              | červená            | kývavé skály a stromy | odlévání zlata nad 12 slitky | zimbabwský pták a text "RBZ" | 2024  | bude oznámeno   | [ 22 ] |

### Mince
30. dubna 2024 byly uvedeny do oběhu mince hodnot 1 ZWG, 2 ZWG, 5 ZWG.
Plánuje se také zavedení mincí pro 1⁄10 ZWG, 1⁄4 ZWG a 1⁄2 ZWG.